# Oförenade malajstaterna

Brittiska Malaya 1922
----
Oförenade malajstaterna
Förenade malajstaterna
Straits Settlements

Brittiska och franska påtryckningar tvingade Siam att ge upp sina territoriella anspråk i Indokina och på Malackahalvön.

De Oförenade malajstaterna var en kollektiv benämning på fem brittiska protektorat på Malackahalvön: Johor, Kedah, Kelantan, Perlis, och Terengganu, under 1900-talets första hälft fram till 1946, då de tillsammans med andra delar i Brittiska Malaya: Straits Settlements (förutom Singapore) och de Förenade malajstaterna bildade Malajiska unionen. Två år senare blev unionen Malajiska federationen och slutligen Malaysia 1963 med införlivandet av Sabah (då Brittiska nordborneo), Sarawak och Singapore. Singapore blev självständigt 1965.
Jämfört med de Förenade malajstaterna åtnjöt de Oförenade malajstaterna en kvasisjälvständighet och större oberoende. Det ekonomiskt utnyttjandet av britterna var mycket mindre eftersom tonvikten mera låg på att hålla dessa stater i schack. En annan skillnad var att de fem Oförenade malajstaterna saknade gemensamma institutioner, och inte utgjorde en enda stat i internationell rätt. Det officiella språket i Oförenade malajstaterna var de facto malajiska (skrivet med Jawi-alfabetet).

## Historia
Johor accepterade 1885 ett fördrag om att bli ett brittiskt protektorat, och gav slutligen efter för brittiska påtryckningar att acceptera en resident "rådgivare" 1904. Johor, som tidigare tvingats avträda Singapore till britterna,  blev därmed den sista självständiga malajiska staten att förlora sin suveränitet. Till skillnad från de övriga Malajstaterna under brittiskt beskydd, blev Johor aldrig en del av Förenade Malajstaterna (som bildats 1895).
Enligt Anglo-siamesiska fördraget 1909 överlät Siam sin överhöghet över några av de norra Malajstaterna (Kelantan, Terengganu, Kedah och Perlis) till Storbritannien. Dessa stater blev sedan brittiska protektorat. Med japansk hjälp återkom de tillfälligt under thailändsk jurisdiktion under senare delen av andra världskriget.